# بیل لوث‌ویت
بیل لوث‌ویت (انگلیسی: Bill Lewthwaite زمان تولد: نامعلوم – ۱۶ ژوئن ۲۰۱۱) تدوین‌گر اهل انگلستان بود.
از فیلم‌هایی که وی در آن‌ها نقش داشته‌است، می‌توان به در ضرب و تار عنکبوت اشاره نمود.